# Морской (Хабаровский край)
Морско́й — посёлок в Охотском районе Хабаровского края. Административный центр и единственный населённый пункт сельского поселения «Посёлок Морской».

## География
Посёлок находится на правом берегу устья реки Кухтуй.

## История
До 1815 года на месте посёлка находился Охотский порт. Когда его перенесли, здесь расположились летние станы и жилища рыбаков. Второе рождение посёлок получил в связи со строительством рыбозавода в 1930-е годы.

## Население
| 1992 | 2002 | 2010 | 2011 | 2012 | 2013 | 2014 |
| ---- | ---- | ---- | ---- | ---- | ---- | ---- |
| 644  | ↘308 | ↘180 | ↘178 | ↘165 | ↘152 | ↘134 |
| 2015 | 2016 | 2017 | 2018 | 2019 | 2020 | 2021 |
| ↘122 | ↘111 | ↗154 | ↗247 | ↗280 | ↘253 | ↘112 |

## Улицы
- ул. Морская,
- пер. Морской,
- ул. Набережная,
- ул. Речная,
- ул. Центральная.